# Muséhagen
Botanisk hage eller Muséhagen, Muséplass 3, er en botanisk have ved Universitetsmuseet i Bergens naturhistoriske afdeling på Nygårdshøyden i Bergen. Haven blev anlagt i årene 1897-1899, og omfatter 14 mål med ca. 3 000 forskellige arter som er indsamlet i årenes løb. De fleste af disse er indhentet som frø fra vildtvoksende planter i Norge og resten af verden, men haven har også kulturformer af eksempelvis planter som regnes som særligt smukke eller vigtige økonomiske planter.
Havens 10 meter høje væksthuset, Palmehuset, blev opført af arkitekt Gustav Bild i 1901. Væksthuset blev købt komplet i Breslau og bekostet af Conrad Mohr. Drivhuset havde oprindelig gotisk-prægede støbejernsdetaljer og et spidsbuet glastag. Midterpartiet havde også en platform (balkon), helt i tråd med international drivhus-arkitektur. Væksthuset blev ombygget ved midten af 1900-tallet, bl.a. med nyt traditionelt saltak.
Haveanlægget med gartneribygget fra 1890 og væksthuset blev fredet efter forskrift i 2013.
Haven tjente som Universitetet i Bergens botaniske have til 1996, og er fortsat udeafdeling omkring De naturhistoriske samlinger ved Universitetsmuseet i Bergen. En ny og langt større botanisk have på 70 mål er etableret ved Det norske arboret på Milde, men Muséhagen er bevaret intakt og beholdt som en lidt enklere botanisk have i byen.